# 若利博日区
若利博日區（波蘭語：Żoliborz，波蘭語發音：[ʐɔˈlʲibɔʂ]）是波蘭首都華沙的行政區之一，位於華沙市轄區北部。若利博日的人口約有5萬人，是華沙規模最小的區之一。